# Jeison Murillo
Jeison Fabián Murillo Cerón est un footballeur international colombien né le 27 mai 1992 à Cali. Il joue au poste de défenseur central à Al-Shamal SC.

## Biographie

### Carrière en club

#### Udinese Calcio (2010-2011)
Formé au Deportivo Cali, il est transféré en 2010 au club italien de l'Udinese Calcio, mais ne joue aucun match avec l'équipe professionnelle.

#### Grenade CF (2011-2015)
Il rejoint ensuite l'équipe espagnole de Grenade, puis est prêté pendant une saison à Cadix. Il est de nouveau prêté la saison suivante, à Las Palmas.

#### Inter Milan (2015-2017)
En juillet 2015, il quitte le club de Grenade et s'engage pour cinq ans avec l'Inter Milan.

#### Valence CF (2017-2018)
En août 2017, Jeison Murillo est prêté pour une durée de deux ans avec option d'achat obligatoire, en faveur du Valence CF.

#### FC Barcelone (2018-2019)
Le 20 décembre 2018, Murillo est prêté au FC Barcelone avec une option d'achat. Il devient le deuxième joueur colombien de l'histoire du Barça après Yerri Mina. Il débute le 10 janvier 2019 face au Levante UD lors d'un match de Coupe d'Espagne (défaite 2 à 1).

### Carrière en sélection
En 2014, il est sélectionné pour la première fois en équipe de Colombie.
Il participe à la Copa América 2015. À cette occasion, il marque son premier but en sélection, lors de la phase de groupe, face au Brésil. Son but permet à son équipe de gagner le match 1-0.

## Statistiques

### En club c
| Saison                | Club                  | Championnat           | Championnat | Championnat | Coupe(s) nationale(s) | Coupe(s) nationale(s) | Supercoupe | Supercoupe | Compétition(s) continentale(s) | Compétition(s) continentale(s) | Compétition(s) continentale(s) | Total | Total |
| Saison                | Club                  | Division              | M.          | B.          | M.                    | B.                    | M.         | B.         | Comp.                          | M.                             | B.                             | M.    | B.    |
| 2011-2012             | Cadix CF (prêt)       | Segunda División B    | 27          | 3           | 2                     | 0                     | -          | -          | -                              | -                              | -                              | 29    | 3     |
| 2012-2013             | UD Las Palmas (prêt)  | Segunda División      | 37          | 3           | 4                     | 0                     | -          | -          | -                              | -                              | -                              | 41    | 3     |
| 2013-2014             | Grenade CF            | Liga                  | 32          | 1           | 2                     | 0                     | -          | -          | -                              | -                              | -                              | 34    | 1     |
| 2014-2015             | Grenade CF            | Liga                  | 19          | 0           | -                     | -                     | -          | -          | -                              | -                              | -                              | 19    | 0     |
| 2015-2016             | Inter Milan           | Serie A               | 34          | 2           | 1                     | 0                     | -          | -          | -                              | -                              | -                              | 35    | 2     |
| 2016-2017             | Inter Milan           | Serie A               | 27          | 0           | 2                     | 1                     | -          | -          | C3                             | 5                              | 0                              | 34    | 1     |
| 2017-2018             | Valence CF (prêt)     | Liga                  | 17          | 0           | -                     | -                     | -          | -          | -                              | -                              | -                              | 17    | 0     |
| 2018-2019             | Valence CF            | Liga                  | 1           | 0           | 1                     | 0                     | -          | -          | C1                             | 1                              | 0                              | 3     | 0     |
| 2018-2019             | FC Barcelone (prêt)   | Liga                  | 2           | 0           | 2                     | 0                     | -          | -          | -                              | -                              | -                              | 4     | 0     |
| 2019-2020             | UC Sampdoria (prêt)   | Serie A               | 10          | 0           | 2                     | 0                     | -          | -          | -                              | -                              | -                              | 12    | 0     |
| 2019-2020             | Celta de Vigo (prêt)  | Liga                  | 18          | 1           | 0                     | 0                     | -          | -          | -                              | -                              | -                              | 18    | 1     |
| 2020-2021             | Celta de Vigo (prêt)  | Liga                  | 31          | 2           | 1                     | 0                     | -          | -          | -                              | -                              | -                              | 32    | 2     |
| 2021-2022             | Celta de Vigo (prêt)  | Liga                  | 13          | 0           | 3                     | 0                     | -          | -          | -                              | -                              | -                              | 16    | 0     |
| Sous-total            | Sous-total            | Sous-total            | 21          | 0           | 2                     | 0                     | -          | -          | -                              | -                              | -                              | 23    | 0     |
| Total sur la carrière | Total sur la carrière | Total sur la carrière | 261         | 12          | 20                    | 1                     | -          | -          | -                              | 6                              | 0                              | 287   | 13    |

### Buts internationaux
| 0   | Date         | Lieu                                               | Compétition                          | Résultat | Adversaire | Détail | Détail         | Détail | Sél. |
| --- | ------------ | -------------------------------------------------- | ------------------------------------ | -------- | ---------- | ------ | -------------- | ------ | ---- |
| 1er | 17 juin 2015 | Estadio Monumental David Arellano, Santiago, Chili | Premier tour de la Copa América 2015 | V 0-1    | Brésil     | 36e    | du pied gauche | 0-1    | 8e   |

## Palmarès

### En club
- FC Barcelone
  - Champion d'Espagne en 2019
- Valence CF
  - Vainqueur de la Coupe d'Espagne en 2019

### En équipe nationale
- Colombie
  - Troisième de la Copa America 2016

### Distinctions individuelles
- Meilleur jeune joueur de la Copa America 2015
- Membre de l'équipe type de la Copa America 2015